# 陈丰明
陈丰明（高棉語：គិត ម៉េង）柬埔寨华裔商人。他是皇家集团的董事长兼首席执行官，皇家集团的持股包括 J Trust Royal 银行45% 的股份，移动电话运营商 Cellcard 以及100%控股的皇家铁路。陈丰明还拥有柬埔寨电视和电信网络 CBS, Wing 银行，水力发电下塞桑二, 八百兆瓦燃气发电厂，Chailease  皇家租赁和 Chailease  皇家金融并与台湾的 Chailease 控股有限公司合作, 除此之外，他还拥有柬埔寨广播公司和 CamGSM。

## 生平
陈丰明出生在干丹省，高棉语名字是Kith Meng。他的父母是干丹省的华商。1975年红色高棉掌权之后，陈丰明一家被送往农村进行劳动改造，他与两个兄弟被迫同父母分离。后来他的父母在红色高棉大屠杀中遇难。越南入侵柬埔寨后，陈丰明和哥哥一起逃往金边，随后逃到泰国的难民营。1980年，兄弟二人因被人收留而移民到了澳大利亚，在堪培拉的澳大利亚国立大学念书。
1991年，陈丰明兄弟回到柬埔寨经商，创立皇家集团。现在陈丰明担任柬埔寨总商会会长、皇家集团董事长兼首席执行官，并持有 “公爵 ”（ឧកញ៉ា）头衔。
皇家集团被公认为该国最具活力和多元化的商业集团。其业务范围广泛，包括银行与金融、保险、投资、电信、能源、交通、媒体与娱乐、酒店与度假村、教育、房地产开发、贸易和经济特区等行业。陈丰明将柬埔寨公司与国际公司进行合资而闻名。